# Васил Слипак
Васил Слипак (на украински: Василь Сліпак) е украински оперен певец, баритон.

## Биография
Роден е на 20 декември 1974 г. в Лвов. От 1983 до 1994 г. пее в националния момчешки хор в Лвов. Участва в музикалния фестивал „Киев фест“ '94. Участва на X Международен конкурс в Клермон-Феран, където печели голямата награда. Изпълнява творби на Бах, Бизе, Хайдн, Моцарт, Офенбах, Стравински, Верди, Мусоргски, Бородин. През 1997 г. завършва музикалната академия в Лвов. След това печели конкурс на операта в Париж, където работи до 2014 г. През 2011 г. печели конкурс за най-добър мъжки глас в оперния фестивал в Сегед, Унгария. През 2014 г. се завръща в Украйна, за да се включи в военна формация „Десен сектор“ при сраженията с руснаците в Източна Украйна. Приема името Меф от героя от операта „Фауст“ Мефистофел, с изпълнението на неговата ария получава известност във Франция. Убит е около 6 ч. на 29 юни 2016 г. близо до Луганске. Герой на Украйна.

## Репертоар
- Эскамильо / „Кармен“ / Жорж Бизе
- Фигаро / „Сватбата на Фигаро“ / Волфганг Амадеус Моцарт
- Рамфис / „Аида“ / Джузепе Верди
- Борис / „Борис Годунов“ / Модест Мусоргски
- Княз Игор / „Княз Игор“ / Александър Бородин
- Княз Гремин / „Евгений Онегин“ / Пьотър Чайковски
- Командир, Мазето / „Дон Жуан“ / Волфганг Амадеус Моцарт
- Линдорф, Дапертутто, Коппелиус, Миракль / „Хофманови разкази“ / Жак Офенбах
- Спарафучиле / „Риголето“ / Джузепе Верди
- Зарастро, Говорител, Принц Прист / „Вълшебната флейта“ / Волфганг Амадеус Моцарт
- Смърт / „Императорът на Атлантида“ / Виктор Улман
- Дон Жуан / „Дон Жуан“ / Волфганг Амадеус Моцарт
- Колин / „Бохеми“ / Джакомо Пучини
- Мефистофел / „Фауст“ / Шарл Гуно
- Банко / „Макбет“ / Джузепе Верди
- Джовани да Прочида / „Сицилианска вечерня“ / Джузепе Верди
- Филип II / „Дон Карлос“ / Джузепе Верди
- Базилио / „Севилският бръснар“ / Джоакино Росини
- Ралф / „Пертската красавица“ / Жорж Бизе
- Родолфо / „Сомнамбула“ / Винченцо Белини
- Дон Алфонсо / „Така правят всички“ / Волфганг Амадеус Моцарт
- Демон / „Демон“ / Антон Рубинщайн
- Свещеник, Лесничей / „Хитрата лисичка“ / Леош Яначек